# Enrico Niccolini
Enrico Niccolini (Vicenza, 10 giugno 1916 – Vicenza, 22 febbraio 2011) è stato un italianista italiano, studioso del Cinquecento fiorentino.

## Biografia
Figlio di un ufficiale postale e di una casalinga residenti a Schio, nasce durante l'evacuazione seguita alla controffensiva austriaca sull'Altopiano di Asiago. Per sfuggire ai rischi della guerra, la madre con i 2 figli si trasferisce a Bibbona, luogo natale del marito, ove restano fino al 1919 quando lo raggiungono a Schio. La famiglia si trasferisce nel 1925 a Vicenza, dove lui va a studiare al Liceo Pigafetta; viene poi mandato al Collegio Filippin di Paderno del Grappa ove incontra insegnanti provenienti dalla Scuola normale di Pisa e viene così a contatto con le idee di Aldo Capitini e più tardi conoscerà Antonio Giuriolo di cui sarà amico fraterno. Si laurea nel 1941 a Padova, con una tesi sul concetto di poesia nella critica romantica italiana. Nel 1942 è richiamato alle armi e viene mandato in Croazia e poi a metà 1943 a Roma dove osserva lo sfascio dello stato dopo il 25 luglio. 
A seguito di una ferita rientra a Vicenza nell'autunno del '43 e lì si mette subito in contatto con la Resistenza tenendo attivi i collegamenti con altri gruppi liberalsocialisti dell'Italia centrale e, in particolare, con Aldo Capitini a Perugia,. Finita la guerra partecipa attivamente al Partito d'Azione e poi ai liberal socialisti di Enzo Enriques Agnoletti. Riprende l'insegnamento di italiano e storia dal 1954 a Vicenza, divenendo nel 1974 preside

## Interessi scientifici
Partendo dalla lettura di Croce fatta durante il collegio, studia i grandi scrittori politici del Rinascimento italiano Francesco Guicciardini, Lorenzo de’ Medici, Niccolo Machiavelli, e poi dedica le sue ricerche ai minori, in particolare Francesco Vettori e Biagio Buonaccorsi e Niccolò Valori. Approfondisce successivamente gli studi sulla vita politica e culturale vicentina nel Cinquecento.
Recupera, attraverso lunghe ed approfondite ricerche nelle biblioteche fiorentine, romane e nella British Library di Londra, molti manoscritti sconosciuti o inediti di Francesco Vettori, Biagio Buonaccorsi e Niccolò Vettori. Ne cura approfondite edizioni critiche, divenute fonti essenziali per gli studiosi del Cinquecento fiorentino. Attraverso le sue pubblicazioni approfondisce la conoscenza della vita politica e sociale delle Firenze medicea e delle sue relazioni con i principali paesi europei.

## Onorificenze

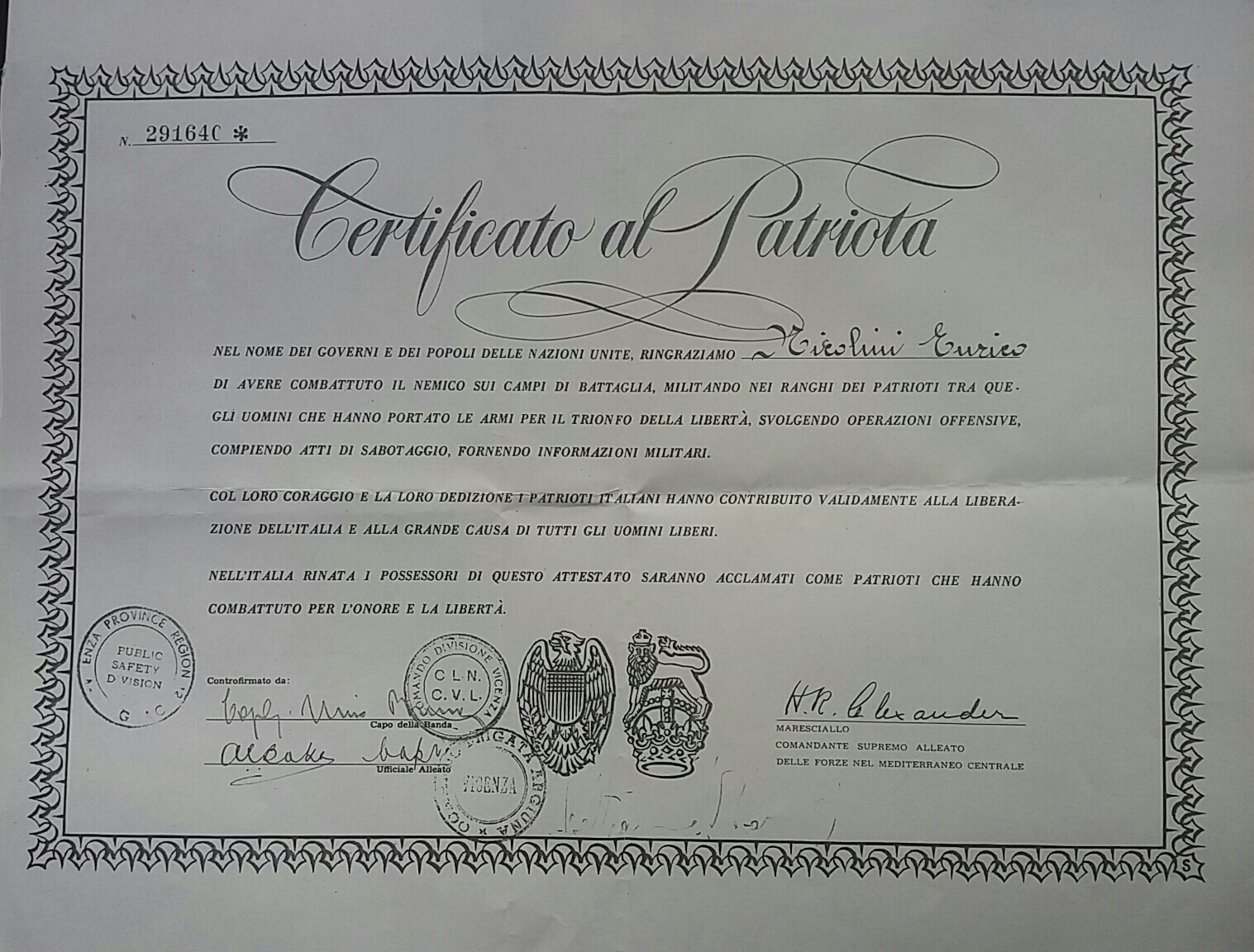
Certificato al patriota assegnato a Enrico Niccolini

- Dopo la fine della guerra ha ricevuto il Brevetto Alexander[8] per la sua attività antifascista in collaborazione con le forze alleate.
- Premiato nel 1959 dal ministero della Pubblica istruzione per le scienze filosofiche e la critica letteraria e artistica.
- È stato nominato accademico della Accademia Olimpica di Vicenza nel 1973[9].

## Scritti
- Enrico Niccolini, Scritti minori, a cura di Graziella Niccolini, Costabissara, Angelo Colla, 2012.
- Enrico Niccolini, Pagine sparse, Vicenza, Sacumanni, 2010.
- Enrico Niccolini, Ricordanze,, Costabissara, Angelo Colla, 2008.
- Enrico Niccolini, Cultura e società a Vicenza nel Rinascimento, Costabissara, Angelo Colla, 2006.
- Enrico Niccolini (a cura di), Accademia Olimpica, gli *statuti del 1650, Vicenza, Accademia Olimpica, 2003.
- Biagio Buonaccorsi, Diario dall'anno 1498 all'anno 1512 e altri scritti, a cura di Enrico Niccolini, Roma, Istituto storico italiano per il Medio Evo, 1999.
- Enrico Niccolini, Di un frammento machiavelliano quasi dimenticato, in Giornale storico della letteratura italiana, vol. 174, n. 566, 1997,  pp. 205-210.
- Enrico Niccolini, Malinconie politiche di un ottuagenario, Vicenza, La grafica & stampa, 1993.
- Enrico Niccolini (a cura di), Vita di Lorenzo de' Medici, scritta in lingua latina da Niccolo Valori resa in volgare dal figlio Filippo Valori, Vicenza, Accademia Olimpica, 1991.
- Filippo Frassati (a cura di), Enrico Niccolini, in Il contributo dell'Università di Pisa e della Scuola normale superiore alla lotta antifascista ed alla guerra di Liberazione: atti del Convegno 24-25 aprile 1985, Pisa, Giardini editori e stampatori, 1989.
- Enrico Niccolini, Le Accademie, in Franco Barbieri e Paolo Preto (a cura di), L'eta della Repubblica veneta, 1404-1797, Vicenza, Neri Pozza, [1989-1990].
- Enrico Niccolini, Aldo Capitini, Firenze, Leo S. Olschki, 1988.
- Enrico Niccolini, 3 luglio 1548: mezzogiorno di sangue a Vicenza, Vicenza, Accademia Olimpica, 1985, ISBN 978-88-7871-067-2.
- Enrico Niccolini, Per un'edizione del Diario e di altri scritti di Biagio Buonaccorsi, in Archivio storico italiano, n. 516, 1983.
- I primi scritti politici di Machiavelli 1499-1512, in Archivio Storico Italiano, 1977,  pp. 204-216.
- Enrico Niccolini, Narrazione di Francesco Vettori del viaggio per lui fatto alla corte dell'imperatore mandato ambasciatore a sua maestà per la repubblica fiorentina, in Odeo olimpico, XI-XII, 1974-1976,  pp. 27-65.
- Francesco Vettori, Scritti storico, politici di Francesco Vettori, a cura di Enrico Niccolini, Bari, Laterza, 1972.
- Niccolini Enrico, Note sui «Ricordi» di Francesco Guicciardini e sul «Testament politique» di Richelieu, in Odeo olimpico, V, 1964-1965,  pp. 139-158.
- Enrico Niccolini, Elementi di giansenismo nelle pagine critiche di Alessandro Manzoni, in Pier Lombardo, n. 3/4, 1958.